# Benzene di Claus
Il benzene di Claus è una molecola ipotetica proposta da Adolf Claus come struttura del benzene.
Si tratta di un ciclo a sei termini in cui ogni atomo di carbonio è legato anche all'atomo posto sulla diagonale, questi darebbero stabilità alla molecola.
A differenza di altre molecole che furono proposte come struttura del benzene e che poi si scoprì che avevano come corrispondente un altro composto chimico differente dal benzene (ad esempio il prismano), la struttura del benzene di Claus non corrisponde ad alcun composto chimico.